# Lauréats du prix Pulitzer du reportage national
Ce Prix Pulitzer (National Reporting Prize) est décerné depuis 1942 pour un exemple distingué de reportage sur les affaires nationales américaines. Lors des six premières années (1942-1947), il a été appelé le prix Pulitzer du reportage télégraphique - National.

## Liste des lauréats du prix Pulitzer du reportage télégraphique - National
- 1942 : Louis Stark du New York Times, pour ses rapports remarquables sur d'importants faits liés au monde du travail au cours de l'année.
- 1943 : Aucune récompense décernée.
- 1944 : Dewey L. Fleming du Baltimore Sun, pour ses reportages distingués au cours de l'année 1943.
- 1945 : James Reston du New York Times, pour ses dépêches d'information et ses commentaires sur la conférence de Dumbarton Oaks sur la sécurité.
- 1946 : Edward A. Harris du St. Louis Post-Dispatch, pour ses articles sur la situation de Tidewater Oil qui a contribué à l'opposition nationale à la nomination et à la confirmation d'Edwin W. Pauley comme sous-secrétaire de la Marine.
- 1947 : Edward T. Folliard du Washington Post, pour sa série d'articles publiés en 1946 sur les Columbians, Inc.

## Liste des lauréats du prix Pulitzer du reportage national

### De 1948 à 1959
- 1948 : Nat S. Finney du Minneapolis Tribune, « pour ses histoires sur le plan de l'administration Truman pour imposer le secret sur les affaires ordinaires des agences civiles fédérales en temps de paix. »
- 1949 : C. P. Trussel du New York Times, « pour une excellence constante couvrant la scène nationale depuis Washington. ».
- 1950 : Edwin O. Guthman du Seattle Times, « pour sa série sur la remise en question des accusations pour communisme contre le professeur Melvin Rader, accusé d'avoir fréquenté une école communiste secrète. ».

- 1951 : aucune récompense décernée.
- 1952 : Anthony Leviero du New York Times, « pour son article exclusif du 21 avril 1951, divulguant le compte-rendu des conversations entre le président Truman et le général de l’armée Douglas MacArthur à Wake Island lors de leur conférence d'octobre 1950. ».
- 1953 : Don Whitehead de l'Associated Press, « pour son article intitulé "The Great Deception", traitant des arrangements complexes par lesquels la sécurité du président élu Eisenhower a été assurée de Morningside Heights à New York jusqu’en Corée. »
- 1954 : Richard Wilson du Des Moines Register, « pour sa publication exclusive du rapport du FBI à la Maison-Blanche dans l'affaire Harry Dexter White avant qu'il ne soit déposé devant le Sénat par J. Edgar Hoover. ».
- 1955 : Anthony Lewis du Washington Daily News, « pour avoir publié une série d'articles jugés déterminants pour la libération d'Abraham Chasanow, un employé du département de la Marine américaine, et pour sa réhabilitation en reconnaissant avoir commis une injustice grave en l’ayant présenté comme un risque pour la sécurité nationale. M. Lewis a reçu l'appui total de son journal pour défendre un citoyen américain, sans fonds ni ressources suffisants, contre un acte injuste commis par le département. »
- 1956 : Charles L. Bartlett du Chattanooga Times, pour ses révélations originales qui ont conduit à la démission de Harold E. Talbott en tant que secrétaire à la Force aérienne des États-Unis.

- 1957 : James Reston du New York Times, « pour sa correspondance nationale distinguée, comprenant à la fois des dépêches et des commentaires, dont un exemple remarquable qui était son analyse en cinq parties de l'effet de la maladie du président Eisenhower sur le fonctionnement du pouvoir exécutif lié au gouvernement fédéral ».
- 1958 : Clark Mollenhoff du Des Moines Register, « pour son enquête constante sur le racket au travail, qui comprenait des rapports d'enquête d'une grande importance. ».
- 1958 : Relman Morin de l'Associated Press, « pour son témoignage oculaire dramatique et incisif de violence collective le 23 septembre 1957, pendant la crise d'intégration à la Central High School à Little Rock, Arkansas.».
- 1959 : Howard Van Smith du Miami News, « pour une série d'articles qui ont focalisé l'attention du public sur des conditions déplorables dans un camp de travail migrant en Floride, et qui ont résulté sur une aide généreuse aux 4000 travailleurs bloqués dans le camp, et une attention particulière sur un problème d’importance nationale représenté par 1 500 000 travailleurs migrants. ».

### De 1960 à 1969
- 1960 : Vance Trimble de l'E. W. Scripps Company, « pour une série d'articles exposant l'étendue du népotisme au Congrès des États-Unis. »
- 1961 : Edward R. Cony du Wall Street Journal, « pour son analyse d'une transaction de bois de construction qui a attiré l'attention du public sur les problèmes de l'éthique dans les affaires. »
- 1962 : Nathan G. Caldwell et Gene S. Graham du Nashville Tennessean, « pour leur divulgation exclusive et six ans de rapports détaillés, dans de grandes difficultés, de la coopération secrète entre les intérêts de gestion dans l'industrie charbonnière et les United Mine Workers of America. »
- 1963 : Anthony Lewis du New York Times, « pour ses rapports remarquables sur les procédures de la Cour suprême des États-Unis au cours de l'année, avec un accent particulier sur la couverture de la décision dans l'affaire de redistribution et ses conséquences dans de nombreux États de l’Union. ».
- 1964 : Merriman Smith de l'United Press International, « pour sa couverture exceptionnelle de l'assassinat du président John F. Kennedy. ».
- 1965 : Louis M. Kohlmeier Jr. du Wall Street Journal, « pour son rapport sur la croissance de la fortune du président Lyndon B. Johnson et de sa famille. ».
- 1966 : Haynes Johnson du Washington Evening Star, « pour sa couverture distinguée du conflit des droits civiques centrée sur Selma, Ala., et en particulier pour son reportage lié aux conséquences. ».
- 1967 : Stanley Penn et Monroe Karmin du Wall Street Journal, « pour leurs rapports d'enquête sur le lien entre le crime aux États-Unis et le jeu aux Bahamas. »
- 1968 : Nathan K. (Nick) Kotz du Des Moines Register, « pour avoir signalé des conditions insalubres dans de nombreuses usines d'abattage de viande, ce qui a contribué à assurer l'adoption de la Loi fédérale sur la viande saine de 1967. ».
- 1968 : Howard James du Christian Science Monitor, « pour sa série d'articles,"Crisis in the Courts". (Crise dans les tribunaux) ».
- 1969 : Robert Cahn du Christian Science Monitor, « pour son enquête sur l'avenir de nos parcs nationaux et les méthodes qui pourraient aider à les préserver. ».

### De 1970 à 1979
- 1970 : William J. Eaton du Chicago Daily News, « pour des révélations sur les antécédents du juge Clement F. Haynesworth Jr., dans le contexte de sa nomination à la Cour suprême des États-Unis. ».
- 1971 : Lucinda Franks et Thomas Powers de l'United Press International, « pour leur documentaire sur la vie et la mort de Diana Oughton, révolutionnaire de 28 ans : "La fabrication d'un terroriste". ».
- 1972 : Jack Anderson, chroniqueur syndiqué, « pour ses reportages sur la prise de décision politique américaine pendant la guerre indo-pakistanaise de 1971. ».
- 1973 : Robert Boyd et Clark Hoyt du Knight Newspapers, « pour avoir divulgué l'histoire de la thérapie psychiatrique du sénateur Thomas Eagleton, ce qui a entraîné son retrait en tant que candidat démocrate à la vice-présidence en 1972. ».
- 1974 : Jack White du Providence Journal et Evening Bulletin, « pour son initiative de divulguer en exclusivité les paiements de l'impôt fédéral sur le revenu du président Nixon en 1970 et 1971. ».
- 1974 : James R. Polk du Washington Star-News, « pour avoir divulgué des irrégularités présumées dans le financement de la campagne visant à réélire le président Nixon en 1972. ».
- 1975 : Donald L. Barlett et James B. Steele du Philadelphia Inquirer, « pour leur série "Audit de l'Internal Revenue Service" qui a mis au jour l'application inégale des lois fiscales fédérales. »

- 1976 : James Risser du Des Moines Register, « pour avoir divulgué la corruption à grande échelle dans le commerce d'exportation de céréales aux États-Unis. ».
- 1977 : Walter Mears de l'Associated Press, « pour sa couverture de la campagne présidentielle de 1976. ».
- 1978 : Gaylord D. Shaw du Los Angeles Times, « pour une série sur les conditions structurelles dangereuses au niveau des principaux barrages du pays. ».
- 1979 : James Risser du Des Moines Register, « pour une série sur les dégâts causés sur l'environnement par l'agriculture. ».

### De 1980 à 1989
- 1980 : Bette Swenson Orsini et Charles Stafford du St. Petersburg Times, « pour leur enquête sur l'Église de Scientologie. ».
- 1981 : John M. Crewdson du New York Times, « pour sa couverture des sans-papiers et de l'immigration. ».
- 1982 : Rick Atkinson du Kansas City Times (en), « pour l'excellence de ses reportages et de ses écrits sur des histoires d'importance nationale. ».
- 1983 : Boston Globe, « pour son rapport spécial, neutre et instructif sur la course aux armements nucléaires. ».

- 1984 : John Noble Wilford du New York Times, « pour avoir rendu compte d'une grande variété de sujets scientifiques d'importance nationale. ».
- 1985 : Thomas J. Knudson du Des Moines Register, « pour sa série d'articles sur les dangers de l'agriculture en tant que profession. ».
- 1986 : Craig Flournoy et George Rodrigue du Dallas Morning News, « pour leur enquête sur le logement subventionné dans l'est du Texas, qui a mis au jour des schémas de discrimination raciale et de ségrégation dans l’attribution de logements publics aux États-Unis. ».
- 1986 : Arthur Howe du Philadelphia Inquirer, « pour son rapport audacieux et infatigable sur les déficiences majeures au niveau du Internal Revenue Service (IRS) en matière de déclarations de revenus - qui a finalement inspiré des changements majeurs dans les procédures de l’IRS et a incité l'agence à présenter des excuses publiques aux contribuables américains. ».
- 1987 : Le personnel du Miami Herald, « pour son reportage exclusif et sa couverture constante de l’Irangate. »
- 1987 : Le personnel du New York Times, « pour sa couverture des conséquences de l'explosion de Challenger, qui comprenait des faits relatés qui identifiaient de sérieuses failles dans la conception de la navette et dans l'administration du programme spatial américain. ».
- 1988 : Tim Weiner du Philadelphia Inquirer, « pour sa série de rapports sur un budget secret du Pentagone utilisé par le gouvernement pour financer la recherche sur la défense et l'accumulation d'armes. ».
- 1989 : Donald L. Barlett et James B. Steele du Philadelphia Inquirer, « pour leur enquête de 15 mois sur les dispositions de l’article "rifle shot" dans la Tax Reform Act de 1986 ; une série qui suscita une telle indignation publique que le Congrès rejeta par la suite des propositions accordant des allégements fiscaux spéciaux à de nombreuses personnes et entreprises politiquement impliquées. ».

### De 1990 à 1999
- 1990 : Ross Anderson, Bill Dietrich, Mary Ann Gwinn et Eric Nalder du Seattle Times, « pour la couverture de la marée noire de l'Exxon Valdez et de ses conséquences. ».
- 1991 : Marjie Lundstrom et Rochelle Sharpe du Gannett News Service, « pour les reportages révélant que des centaines de décès liés à l'abus d'enfants ne sont pas détectés chaque année à la suite d'erreurs commises par des médecins légistes. ».

- 1992 : Jeff Taylor et Mike McGraw du Kansas City Star, « pour leur analyse critique du Département de l'Agriculture des États-Unis. ».
- 1993 : David Maraniss du Washington Post, « pour ses articles révélateurs sur la vie et le bilan politique du candidat Bill Clinton. ».
- 1994: Eileen Welsome de l'Albuquerque Tribune, « pour des récits relatant le vécu de civils américains qui avaient été utilisés sans le savoir dans des expériences gouvernementales sur le plutonium 50 ans auparavant. ».
- 1995 : Tony Horwitz, du Wall Street Journal, « pour des récits sur les conditions de travail dans l'Amérique pauvre. ».
- 1996 : Alix M. Freedman du Wall Street Journal, « pour sa couverture de l'industrie du tabac, y compris un rapport qui a démontré comment les additifs d’ammoniac augmentaient la puissance de la nicotine. ».
- 1997 : Le personnel du Wall Street Journal, « pour sa couverture de la lutte contre le sida dans tous ses aspects, humain, scientifique et économique, à la lumière des traitements prometteurs de la maladie. ».
- 1998 : Russell Carollo et Jeff Nesmith du Dayton Daily News, « pour leurs reportages révélant des failles dangereuses et une mauvaise gestion dans le système de santé militaire et qui ont suscité des réformes. ».
- 1999 : Le personnel du New York Times, et notamment Jeff Gerth, « pour une série d'articles révélant la vente de technologies américaines à la Chine, avec l'approbation du gouvernement américain malgré les risques de sécurité nationale, provoquant des enquêtes et des changements importants dans la politique. ».

### De 2000 à 2009
- 2000 : Le personnel du Wall Street Journal, « pour ses récits révélateurs qui remettent en question les dépenses de la défense américaine et le déploiement militaire dans l'ère de l'après-guerre froide, et qui offrent des alternatives pour l'avenir. ».
- 2001 : Le personnel du New York Times, « pour ses séries captivantes et mémorables explorant les expériences raciales et les attitudes à travers l'Amérique contemporaine. ».
- 2002 : Le personnel du New York Times, « pour sa couverture complète de la guerre contre le terrorisme menée par les États-Unis, qui apportait régulièrement de nouvelles informations ainsi qu'une analyse des développements en cours. ».

- 2003 : Alan Miller et Kevin Sack, du Los Angeles Times, « pour leur examen révélateur et émouvant d'un avion militaire, surnommé "The Widow Maker", (le faiseur de veuves) qui causa la mort de 45 pilotes. ». (Cela a également été proposé dans la catégorie Reportages d'investigation (en)).
- 2004 : Le personnel du Los Angeles Times, Nancy Cleeland, Evelyn Iritani, Abigail Goldman, Tyler Marshall, Rick Wartzman et John Corrigan, « pour son examen captivant des tactiques qui ont fait de Walmart la plus grande entreprise au monde avec des détours à travers les villes américaines et les pays en développement. ».

- 2005 : Walt Bogdanich du New York Times, « pour ses reportages très documentés sur comment certaines entreprises camouflent les accidents mortels dans les passages à niveau. ».
- 2006 : James Risen et Eric Lichtblau du New York Times, « pour leurs récits soigneusement entretenus sur les écoutes secrètes de particuliers qui ont suscité un débat national sur la ligne de démarcation entre la lutte contre le terrorisme et la protection de la liberté civile. ».

- 2006 : Le personnel du San Diego Union-Tribune et Copley News Service (en), « avec un travail remarquable de Marcus Stern et Jerry Kammer, pour leur divulgation du pot-de-vin qui a envoyé l'ancien représentant Randy Cunningham en prison. ».
- 2007 : Charlie Savage du Boston Globe, « pour ses révélations selon lesquelles le président George W. Bush utilisait souvent des "déclarations de signature" pour affirmer son droit controversé de contourner la mise-en-place des nouvelles lois. ».
- 2008 : Jo Becker et Barton Gellman du Washington Post, « pour leur exploration éclairée du vice-président Dick Cheney et de son influence puissante, mais parfois déguisée, sur la politique nationale. ».
- 2009 : L'équipe du St. Petersburg Times, « pour "Politifact", son initiative de vérification des faits (factchecking) pendant la campagne présidentielle de 2008 qui a sollicité des journalistes et le pouvoir du Web pour examiner plus de 750 revendications politiques, séparant la rhétorique de la vérité, afin d’éclairer les électeurs. »

### De 2010 à 2019
- 2010 : Matt Richtel et des membres du personnel du New York Times, « pour un travail incisif, en ligne et en papier, sur l'utilisation dangereuse des téléphones portables, ordinateurs et autres appareils tout en conduisant des voitures et des camions. ».
- 2011 : Jesse Eisinger et Jake Bernstein de ProPublica, « pour avoir exposé des pratiques douteuses à Wall Street qui ont contribué à l'effondrement économique de la nation, en utilisant des outils numériques pour expliquer le sujet complexe aux lecteurs profanes. ».
- 2012 : David Wood du Huffington Post, « pour sa fascinante exploration des défis physiques et émotionnels auxquels sont confrontés les soldats américains gravement blessés en Irak et en Afghanistan durant une décennie de guerre. ».
- 2013 : Lisa Song, Elizabeth McGowan et David Hasemyer d'InsideClimate News, « pour leurs rapports rigoureux sur la réglementation défaillante des oléoducs du pays, mettant l'accent sur les dangers écologiques potentiels posés par le bitume dilué, une forme controversée de pétrole. ».
- 2014 : David Philipps de la Gazette, Colorado Springs (en), « pour étendre l'analyse de la façon dont les anciens combattants blessés sont maltraités, se concentrant sur la perte de prestations pour la vie après l’expulsion par l'armée pour des infractions mineures. Des récits augmentées d’outils numériques. ».

- 2015 : Carol D. Leonnig du Washington Post, « pour sa couverture intelligente et persistante du Service secret, ses manquements à la sécurité et les façons dont l'agence a négligé sa tâche vitale : la protection du président des États-Unis. ».
- 2016 : Le personnel du Washington Post, « pour son initiative pertinente dans la création et l'utilisation d'une base de données nationale pour illustrer à quelle fréquence et pourquoi la police tire pour tuer et qui sont les personnes les plus susceptibles d'être les victimes. ».
- 2017 : David Fahrenthold du The Washington Post, « Pour un reportage pertinent qui représente un modèle en matière de transparence en journalisme lorsqu’il s’agit de couverture de campagnes présidentielles, dans ce cas précis, celle de Donald Trump et de dons généreux présumés à des associations caritatives[1]. ».
- 2018 : Les équipes du New York Times et du Washington Post, « pour une couverture d'utilité publique, profondément sourcée et sans relâche, qui a considérablement contribué à faire mieux comprendre à la nation l’ingérence russe dans l’élection présidentielle de 2016 et ses liens avec la campagne de Trump, l’équipe de transition du président élu et son éventuelle administration »[2].
- 2019 : l'équipe de rédacteurs du Wall Street Journal pour  avoir découvert les paiements secrets du président Donald Trump à deux femmes au cours de sa campagne qui prétendaient avoir eu des relations sexuelles avec lui, et le réseau de partisans qui ont facilité les transactions, déclenchant des enquêtes criminelles et des appels à sa destitution[3].

### De 2020 à 2029
- 2020 : Dominic Gates, Steve Miletich, Mike Baker et Lewis Kamb du Seattle Times, pour des articles explosifs qui ont révélé des défauts de conception du Boeing 737 MAX, qui ont conduit à deux accidents mortels et révélé des défaillances dans la surveillance du gouvernement[4]. Et T. Christian Miller, Megan Rose et Robert Faturechi de ProPublica pour leurs enquêtes sur la septième flotte des États-Unis après une série d'accidents navals meurtriers dans le Pacifique[5].